# スリー・グレイセス
スリー・グレイセス（the Three Graces）は、1958年に結成され、「山のロザリア」で脚光を浴びた女性3人組のコーラスグループ。CMソングなど多数の作品を残している。コロムビアレコード所属。

## メンバー
- 森本政江（もりもとまさえ、旧姓：石井、姉、アルト・リーダー）[1]
- 星野操（ほしのみさお、旧姓：石井、妹、メロディー）[1]
- 白鳥華子（しらとりはなこ、旧姓：長尾、ソプラノ）[1]

## 来歴
1958年、ダークダックスなどを育てたプロデューサー小島正雄のもとで結成される。
1959年、厳しいレッスンを受けた後デビュー。ドリス・デイなどの英語の曲を歌っていた。
1961年、ロシア民謡に日本語の歌詞をつけた『山のロザリオ』（作詞：丘灯至夫）がミリオンセラーを記録。
1962年-1963年にはNHK紅白歌合戦に出場。CMソングの分野でも活動。
1967年、それぞれ結婚・出産、家事・育児に専念するため活動休止。
1989年、CM音楽プロデューサー大森昭男との再会をきっかけに、22年ぶりに再結成。同年サントリー・ワイン、CFイメージソング「想い出してウクレレ」で再デビューする。
1990年、HONDA・アスコット・CFイメージソング「JOKING LOVE TAKE THE“A”TRAIN」をリリースし、日本広告音楽制作者連盟・優秀歌唱賞を受賞。アコードなどのCMソングで復帰。
1991年、CBS SONYより、東芝EMI/TMファクトリーへ移籍する。
1994年、ニューヨークで初の海外公演
1995年、アイオワ州クラリンダ「グレンミラー・フェスティバル」に出演
1996年、カリフォルニア州「サクラメント・ジャズ・ジュビリー」に出演
現在、テレビ、各種音楽団体のコンサート及びセレモニーやパーティ、国内ホテルのディナーショー、ライブハウス等幅広い音楽活動を行っている。

## 活動履歴

### シングル
- 夏の日の恋/白鳥の恋（日本ビクター VS-345、1960.05）
- サンセット77（日本コロムビア SA-486、1960.11。A面はフォーコインズ「反逆児ユマ」）
- 月影のマジョリカ（日本コロムビア SA-601、1961.04。B面は松島トモ子「汽車ポッポのタンゴ」）
- 夢のカルカッタ（日本コロムビアSA-621、1964.04。A面は森サカエ「ボーイハント」）
- カレンダーガール/ズビズビズー（日本コロムビア SA-622、1961.04）
- 泪のラブレター/オンボロ汽車ポッポ（日本コロムビア SA-648、1964.06）
- 山のロザリア/カチューシャ（日本コロムビア SA-710、1961.08） *訳詞：丘灯至夫、曲：ロシア民謡
- 悲しきラブレター/峠の幌馬車（日本コロムビア SA-746、1961.11）
- すてきな初恋/ほのかな想い（日本コロムビア SA-784、1961.12）
- 仰げば尊し/螢の光（日本コロムビア SA-816、1962.01）
- ベルリンの街角で/アテネの恋歌（日本コロムビア SA-851、1962.04）
- 白い渚のブルース/モスコーの夜はふけて（日本コロムビア SA-949、1962.08）
- 禁じられた遊び/草原情歌（日本コロムビア SA-1026、1962.12）
- 牧場のわが家/おおシェナンドー（日本コロムビア SA-1075、1963.02）
- クエラ/好きだから（日本コロムビア SAS-22、1963.05）
- ワンボーイ/霧のサンフランシスコ（日本コロムビア SAS-129、1963.09）
- 花咲く丘に涙して/純愛の砂（キング BS-7100、1965.06）
- チム・チム・チェリー/ブルー・レディーに紅バラを（キング BS-7105、1965.07）
- 大阪わるつ 2009年（「WATERAグレイセス」としてクラウンより発売）

### アルバム
- スリー・グレーセスと歌おう（日本ビクター LV-140、1960.07）
- ポピュラーヒット10（日本コロムビア AL-288、1961.07）
- 螢の光 窓の雪（日本コロムビア ALS-134、1962.03）
- ホームソングと私たち（日本コロムビア AL-386、1962.08）
- フォスタ歌のアルバム（日本コロムビア ALS-182、1963.02）
- スリー・グレイセスのすべて（キング SKK-127、1965.08）
- LOVE IN GRACE
- 青春歌謡メモリアル〜山のロザリア
- TRIPPING TRIPLETS
- CD文庫

### TV・ラジオ番組ソング
- ドラマ「時間ですよ」（TBS）
- アニメ「魔法使いサリー」（NETテレビ）
- アニメ「さすらいの太陽[4]」（フジテレビ）
- ドラマ「花は花よめ」（日本テレビ）
- ワイドショー「3時のあなた」（フジテレビ）
- ラジオ深夜放送「オールナイトニッポン」（ニッポン放送）

### ステーションソング
- きこうABC（キダ・タロー作曲、朝日放送ラジオ）

### CMソング
- アサヒペン
- ミツワ石鹸（1964年）
- 富士フイルム 「フジカシングル8」（1985年）
- 積水ハウスの歌
- 松尾ジンギスカンの歌（キダ・タロー作曲、北海道ローカルCM）
- 資生堂「ナチュラルグロウ・女語録篇」
- 資生堂「ファッションベイル・サイコロ篇」
- 資生堂「ピンクポップ」
- リコー「電子リコピー」
- 日本船舶振興会
- JR東日本
- MAXFACTOR
- ハウス食品「バーモントカレー」
- 日本航空
- サントリー
- 愛のスカイライン[4]（日産自動車）
- チョコレートは明治（明治製菓(現明治)）
- HONDAアコード（1990年、本田技研工業、日本広告音楽者連盟優秀賞受賞）

## NHKみんなのうた出演歴
| 放送期間                                       | 楽曲                             | コーラス                            | 再放送                                           |
| ---------------------------------------------- | -------------------------------- | ----------------------------------- | ------------------------------------------------ |
| 1961年（昭和36年）4月 - 5月                    | カナダ旅行                       | 芦野宏                              | （なし）                                         |
| 1961年（昭和36年）12月 - 1962年（昭和37年）1月 | 金ぴらふねふね                   | ボニージャックス みすず児童合唱団   | （なし）                                         |
| 1962年（昭和37年）4月 - 5月                    | ピクニック                       | ボニージャックス 東京少年少女合唱隊 | 2025年（令和7年）4月 - 5月                       |
| 1962年（昭和37年）12月 - 1963年（昭和38年）1月 | サンタはどこにいる?              | （なし）                            | （なし）                                         |
| 1962年（昭和37年）12月 - 1963年（昭和38年）1月 | ビビディ・バビディ・ブー         | （なし）                            | （なし）                                         |
| 1964年（昭和39年）10月 - 11月                  | 雨が降っても                     | （なし）                            | （なし）                                         |
| 1968年（昭和43年）10月 - 11月                  | あだ名のうた                     | （なし）                            | 1969年（昭和44年）4月 - 5月 2022年（令和4年）1月 |
| 1969年（昭和44年）12月 - 1970年（昭和45年）1月 | イサレイ〜フィジーの別れのうた〜 | 東京少年少女合唱隊                  | 1970年（昭和45年）6月 - 7月                      |

- 『ピクニック』と、『あだ名のうた』の2022年1月放送分はラジオのみ。

## NHK紅白歌合戦出場歴
| 年度/放送回               | 曲目                           | 対戦相手           |
| ------------------------- | ------------------------------ | ------------------ |
| 1962年（昭和37年）/第13回 | ストライク・アップ・ザ・バンド | デューク・エイセス |
| 1963年（昭和38年）/第14回 | アイ・フィール・プリティ       | ダークダックス     |

## ライブステージ
- 1998年よりスリーグレイセスコンサートを開催。

| 1998年9月  | Something Old Something New | 朝日ホール       |
| 1999年9月  | Someday Somewhere           | 日本青年館ホール |
| 2000年9月  | Some Saturday Evening       | 関内ホール       |
| 2001年9月  | Somebody Loves Me           | 読売ホール       |
| 2002年10月 | Some Sweet Memories         | 朝日ホール       |
| 2003年9月  | Some Unforgettable Melodies | ル テアトル銀座  |
| 2004年10月 | Something Happening         | ル テアトル銀座  |
| 2005年11月 | Some Enchanted Evening      | ル テアトル銀座  |
| 2006年9月  | Some Sweet Rendez-vous      | ル テアトル銀座  |
| 2007年10月 | Something Everlasting       | ル テアトル銀座  |

- 2005年2月16日、3月29日 スリー・グレイセス早春を歌う（スイートベイジル、Jz Brat）
- 2008年9月12日 JZ Brat SOUND OF TOKYO (ENJOY TOKYO)[5]

## エピソード
- 森本、星野の姉妹は作家・小林信彦の遠縁にあたる[6]。

「WATERAグレイセス」
- スリーグレイセスが活動を再開した際、多くのCMソングを書いた作曲家の桜井順がお祝いに「もっともグレイセスらしくない曲を」とプレゼントしてくれたのが「大阪わるつ」。時々ライブなどで歌っていたのを聴いた方が面白いと評価してくれ「大阪弁」を直したら！と指摘があり「神田川」を書いた喜多條忠が補作詞をしてCD化の話が進んだ。しかしJAZZコーラスのスリーグレイセスではしっくり来ないと別名を考え「わてらぐれいせす」になった。